# Condado de Strzelce-Drezdenko
Condado de Strzelce-Drezdenko (polaco: powiat strzelecko - drezdenecki) é um powiat (condado) da Polónia, na voivodia da Lubúsquia. A sede do condado é a cidade de Strzelce Krajeńskie. Estende-se por uma área de 1248,32 km², com 50 380 habitantes, segundo o censo de 2005, com uma densidade de 40,36 hab/km².

## Divisões admistrativas
O condado possui:
Comunas urbana-rurais: Dobiegniew, Drezdenko, Strzelce Krajeńskie
Comunas rurais: Stare Kurowo, Zwierzyn
Cidades: Dobiegniew, Drezdenko, Strzelce Krajeńskie

## Demografia
População (dados de 30 de Junho de 2005):
|          | Total   | Total | Mulheres | Mulheres | Homens  | Homens |
| -------- | ------- | ----- | -------- | -------- | ------- | ------ |
|          | pessoas | %     | pessoas  | %        | pessoas | %      |
| Total    | 50 380  | 100   | 25 641   | 50,9     | 24 739  | 49,1   |
| Cidades  | 23 773  | 100   | 12 356   | 52       | 11 417  | 48     |
| Povoados | 26 607  | 100   | 13 285   | 49,9     | 13 322  | 50,1   |